# Colonia Penal Federal Islas Marías

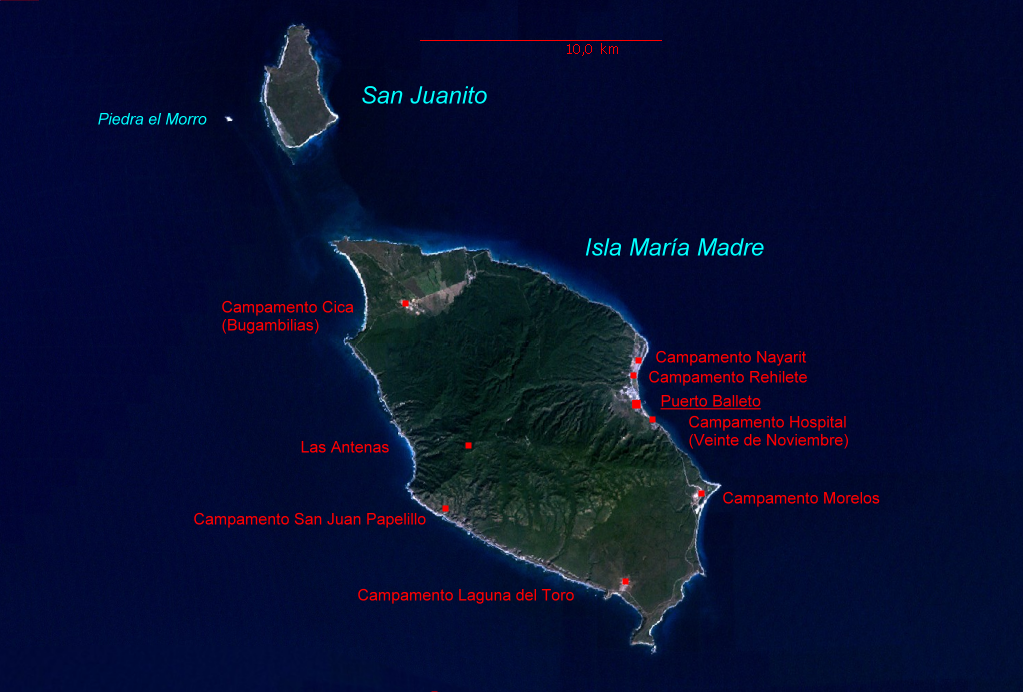
Isla María Madre.

La Colonia Penal Federal Islas Marías, situada en las Islas Marías frente a las costas de Nayarit fue un establecimiento penitenciario del Gobierno Federal de México, administrado a través del Órgano Administrativo Desconcentrado Prevención y Re-adaptación Social de la Comisión Nacional de Seguridad. Este centro penitenciario fue creado como tal el 12 de mayo de 1905, por decreto emitido por Porfirio Díaz, presidente de México, fue destinada la Isla Madre a servir como colonia penitenciaria y suprimido como tal el 18 de febrero de 2019  por decreto emitido por Andrés Manuel López Obrador, presidente de México. 
En un tiempo fueron enviados allí los peores criminales, posteriormente fueron los presos no afines al gobierno o que habían luchado en contra del estado. Posteriormente el 30 de diciembre de 1939 por decreto de Lázaro Cárdenas autoriza que los prisioneros, llamados allí colonos, pudieran convivir con sus familias y dio inicio la selección de los reos que purgarían sentencia en el penal, para seguridad de las familias no pueden ingresar al penal delincuentes sexuales ni psicópatas. 
Durante muchos años estuvo administrado por la Secretaría de Gobernación, es decir, desde sus inicios en 1905 hasta 2012.
El general de brigada, quien fuera director gobernador Rafael M. Pedrajo, construyó durante su gestión el hospital, las escuelas, el almacén, la biblioteca, el muelle etc. Además ordenó que el penal se transformara en una cárcel sin rejas.
Su población carcelaria fluctuó desde los 300 hasta los 3000 presos por diversos delitos.
Además de los sentenciados, en las Islas Marías, particularmente en la Isla María Madre, habitaban empleados de diversas instituciones de gobierno, tales como la Secretaría de Educación Pública, Secretaría de Medio Ambiente, Secretaría de Comunicaciones y Transportes, Correos de México y Secretaría de Marina Armada de México.
Otro tipo de colonos, fueron los de actividades religiosas, entre ellas, ministros y acólitos de la Iglesia católica, hermanas religiosas de la Orden del Servicio Social, Jesuitas (Compañía de Jesús en México) y maestros invitados, capacitadores técnicos y artísticos, y familiares de todos los anteriores.
La Colonia estaba regida por un director general, que a su vez tiene carácter de gobernador de la isla y de juez de lo civil.
El mando militar es independiente de la Dirección General y estaba a cargo de un miembro de la Marina Armada de México.

## Complejo Penitenciario
Convertido en Complejo Penitenciario Islas Marías albergaba cinco Centros Federales de Readaptación Social:
- CEFERESO Rehilete
- CEFERESO Aserradero
- CEFERESO Morelos
- CEFERESO Laguna del Toro
- CEFERESO Bugambilias

## Directores Gobernadores (1905-2015)
- Rafael M. Pedrajo
- Francisco J. Múgica (1928-1933)
- Miguel J. Orozco Camacho (1941-1943)
- Félix Casas Silva (1944-1950)
- Armando Real Mendoza
- Jesús Antonio Sam López (1970-1976)
- Juan Antonio Farfán Pisano (1976-1979)
- José Antonio Sáinz León
- Abelardo Aguilar Delgado
- Manuel Calero Salazar (1990-1994)
- Leonardo Beltrán Santana (1994-1996)
- José Oliverio Reza Cuéllar (1996-1998)
- Enrique Herrera Chi
- Manuel Rodríguez Adame
- Juan Manuel Herrera Marín
- Francisco Javier Guevara García (2006-2007)
- Jaime Telésforo Fernández López
- Silvino Tovar Jaime
- Jesús Armando Liogon Beltrán
- Raúl Platón del Cueto Morales
- Antonio Molina Díaz
- Gabriela Cerón Ramírez

## Prisioneros notables
- Concepción Acevedo de la Llata Madre Conchita de 1929 a 1940, religiosa acusada de ser la autora intelectual del asesinato de Álvaro Obregón.
- José Revueltas en 1922 y de 1932 a 1935, escritor de ideología comunista.
- Pancho Valentino, de 1957 a 1977, luchador profesional que asesinó a un cura.
- Ricardo Martínez Perea, desde 2012, general de brigada y excomandante del Ejército Mexicano.
- Jorge Hernández, El Guamas, el recluso con más años en las islas Marías[3]
- Elias Breeskin, violinista.

## Prisioneros ficticios
- Erik Hayser en su papel de Carmelo Alvarado  actuó como un prisionero en la serie Preso No.1 serie de 2019
- Pedro Infante actuó como un prisionero en el film Las Islas Marías película de 1950.
- Chompiras y Peterete, al quebrar una ventana y ser capturados por un policía (Carlos Villagran) en un sketch de Los Caquitos del programa de Chespirito en 1974.